# Kosice Challenger
Il Kosice Challenger è stato un torneo professionistico di tennis giocato su campi in terra rossa. Faceva parte dell'ATP Challenger Series. Si giocava annualmente a Košice in Slovacchia.

## Albo d'oro

### Singolare
| Anno | Campione           | Finalista              | Punteggio     |
| ---- | ------------------ | ---------------------- | ------------- |
| 1993 | David Rikl         | Dinu Pescariu          | 7–6, 5–7, 6–3 |
| 1994 | Horst Skoff        | Iztok Bozic            | 6–3, 6–3      |
| 1995 | Adrian Voinea      | Roberto Carretero-Diaz | 6–3, 4–6, 6–1 |
| 1996 | Marcos Górriz      | Dominik Hrbatý         | 6–4, 6–3      |
| 1997 | Dominik Hrbatý (2) | Nicolás Lapentti       | 6–4, 6–4      |
| 1998 | Dominik Hrbatý (1) | Fernando Meligeni      | 7–5, 6–4      |

### Doppio
| Anno | Campioni                         | Finalisti                         | Punteggio     |
| ---- | -------------------------------- | --------------------------------- | ------------- |
| 1993 | Branislav Stankovič Marián Vajda | Alejo Mancisidor Federico Sánchez | 6–2, 6–1      |
| 1994 | Tommy Ho Mikael Tillström        | Emanuel Couto Bernardo Mota       | 7–6, 6–1      |
| 1995 | Jiří Novák (2) David Rikl (2)    | Jeff Tarango Adrian Voinea        | 7–6, 6–2      |
| 1996 | Olivier Delaître Jeff Tarango    | Jan Kodeš, Jr. Petr Pála          | 7–6, 6–3      |
| 1997 | Pat Cash Andrew Kratzmann        | Brent Haygarth Maks Mirny         | 4–6, 6–2, 6–4 |
| 1998 | Jiří Novák (1) David Rikl (1)    | Nebojša Đorđević Marcos Ondruska  | 7–6, 6–4      |